# Nombres 1 000 000 à 9 999 999
Cet article recense quelques entiers naturels ayant des propriétés remarquables et inclus dans l'intervalle allant de 1 000 000 à 9 999 999, tous deux inclus.

## Nombres dans l'intervalle (1 000 000-2 499 999)
- 1 000 000 - 106

- 1046527 - nombre de Carol
- 1 048 576 - 220 (puissance de deux), nombre polygonal à 2 116 côtés, nombre polygonal à 8 740 côtés, nombre polygonal à 174 764 côtés, le nombre d'octets dans un mébioctet, le nombre de kibioctets dans un gibioctet et ainsi de suite.

- 1048976 - nombre de Leyland
- 1050623 - nombre de Kynea
- 1058576 - nombre de Leyland
- 1084051 - nombre de Keith
- 1089270 - nombre en division harmonique
- 1111111 - nombre uniforme
- 1136689 - nombre de Pell, nombre de Markov
- 1278818 - nombre de Markov
- 1346269 - nombre de Fibonacci et nombre de Markov
- 1419857 - 175
- 1421280 - nombre en division harmonique
- 1441440 - nombre colossalement abondant
- 1441889 - nombre de Markov
- 1539720 - nombre en division harmonique
- 1563372 - nombre de Wedderburn-Etherington
- 1594323 = 313
- 1596520 - nombre de Leyland
- 1647086 - nombre de Leyland
- 1679616 = 68
- 1686049 - nombre de Markov
- 1771561 = 116 = 13312, l'estimation du Commandant Spock pour la population des tribbles dans l'épisode de Star Trek « Tribulations - The Trouble with Tribbles »
- 1889568 - 185
- 1941760 - nombre de Leyland
- 1953125 = 59
- 2000000 - nombre rond
- 2012174 - nombre de Leyland
- 2012674 - nombre de Markov
- 2097152 = 221, puissance de deux
- 2097593 - nombre de Leyland
- 2124679 - nombre premier de Wolstenholme
- 2178309 - nombre de Fibonacci
- 2222222 - nombre uniforme
- 2356779 - nombre de Motzkin
- 2423525 - nombre de Markov
- 2476099 - 195

## Nombres dans l'intervalle (2 500 000-4 999 999)
- 2646798 - 21 + 62 + 43 + 64 + 75 + 96 + 87
- 2674440 - nombre de Catalan
- 2744210 - nombre de Pell
- 2796203 - nombre premier de Wagstaff
- 2922509 - nombre de Markov
- 2985984 - 126
- 3000000 - nombre rond
- 3200000 - 205
- 3263442 - produit des cinq premiers termes de la suite de Sylvester
- 3263443 - sixième terme de la suite de Sylvester
- 3276509 - nombre de Markov
- 3301819 - factorielle alternative
- 3333333 - nombre uniforme
- 3524578 - nombre de Fibonacci, nombre de Markov
- 3626149 - nombre de Wedderburn-Etherington
- 3628800 = 10!
- 4000000 - nombre rond
- 4037913 - somme des dix premières factorielles
- 4190207 - nombre de Carol
- 4194304 = 222, puissance de deux
- 4194788 - nombre de Leyland
- 4198399 - nombre de Kynea
- 4208945 - nombre de Leyland
- 4213597 - nombre de Bell
- 4400489 - nombre de Markov
- 4444444 - nombre uniforme
- 4782969 = 314
- 4785713 - nombre de Leyland
- 4826809 = 136

## Nombres dans l'intervalle (5 000 000-7 499 999)
- 5000000 - nombre rond
- 5555555 - nombre uniforme
- 5702887 - nombre de Fibonacci
- 5764801 = 78
- 6536382 - nombre de Motzkin
- 6625109 - nombre de Pell, nombre de Markov
- 6666666 - nombre uniforme
- 7000000 - nombre rond
- 7453378 - nombre de Markov

## Nombres dans l'intervalle (7 500 000-9 999 999)
- 7529536 - 146
- 7777777 - nombre uniforme
- 7861953 - nombre de Leyland
- 7913837 - nombre de Keith
- 8000000 - Utilisé pour représenter l'infini dans la mythologie japonaise, un nombre rond
- 8388608 = 223, puissance de deux
- 8389137 - nombre de Leyland
- 8399329 - nombre de Markov
- 8436379 - nombre de Wedderburn-Etherington
- 8888888 - nombre uniforme
- 8946176 - nombre autodescriptif en base 8
- 9000000 - nombre rond
- 9227465 - nombre de Fibonacci, nombre de Markov
- 9369319 - nombre premier de Newman-Shanks-Williams
- 9647009 - nombre de Markov
- 9694845 - nombre de Catalan
- 9765625 = 510
- 9865625 - nombre de Leyland
- 9999999 - nombre uniforme